# Gran Premi d'Alemanya del 2006
Resultats del Gran Premi d'Alemanya de Fórmula 1 de la temporada 2006, disputat al circuit de Hockenheimring el 30 de juliol del 2006.

## Resultats
| Pos | No | Pilot                | Equip                 | Voltes | Temps/ Retirada       | Pos. de sortida | Punts |
| --- | -- | -------------------- | --------------------- | ------ | --------------------- | --------------- | ----- |
| 1   | 5  | Michael Schumacher   | Ferrari               | 67     | 1h 27' 51. 693        | 2               | 10    |
| 2   | 6  | Felipe Massa         | Ferrari               | 67     | + 0.7 s               | 3               | 8     |
| 3   | 3  | Kimi Räikkönen       | McLaren - Mercedes    | 67     | + 13.2 s              | 1               | 6     |
| 4   | 12 | Jenson Button        | Honda                 | 67     | + 18.8 s              | 4               | 5     |
| 5   | 1  | Fernando Alonso      | Renault               | 67     | + 23.7 s              | 7               | 4     |
| 6   | 2  | Giancarlo Fisichella | Renault               | 67     | + 24.8 s              | 5               | 3     |
| 7   | 8  | Jarno Trulli         | Toyota                | 67     | + 26.5 s              | 20              | 2     |
| 8   | 15 | Christian Klien      | Red Bull - Ferrari    | 67     | + 48.1 s              | 12              | 1     |
| 9   | 7  | Ralf Schumacher      | Toyota                | 67     | + 1' 00.3 min.        | 8               |       |
| 10  | 20 | Vitantonio Liuzzi    | Toro Rosso - Cosworth | 66     | + 1 Volta             | 16              |       |
| 11  | 14 | David Coulthard      | Red Bull - Ferrari    | 66     | + 1 Volta             | 10              |       |
| 12  | 21 | Scott Speed          | Toro Rosso - Cosworth | 66     | + 1 Volta             | 19              |       |
| Ret | 9  | Mark Webber          | Williams - Cosworth   | 59     | Pèrdua d'aigua        | 11              |       |
| Ret | 22 | Takuma Sato          | Super Aguri - Honda   | 38     | Caixa canvi           | 17              |       |
| Ret | 17 | Jacques Villeneuve   | BMW Sauber - BMW      | 30     | Accident              | 13              |       |
| Ret | 11 | Rubens Barrichello   | Honda                 | 18     | Motor                 | 6               |       |
| Ret | 16 | Nick Heidfeld        | BMW Sauber - BMW      | 9      | Frens                 | 15              |       |
| Ret | 4  | Pedro de la Rosa     | McLaren - Mercedes    | 2      | Bomba del combustible | 9               |       |
| Ret | 23 | Sakon Yamamoto       | Super Aguri - Honda   | 1      | Transmissió           | 22              |       |
| Ret | 10 | Nico Rosberg         | Williams - Cosworth   | 0      | Accident              | 14              |       |
| DSQ | 19 | Christijan Albers    | MF1 - Toyota          | 66     | Irregularitats aleró  | 21              |       |
| DSQ | 18 | Tiago Monteiro       | MF1 - Toyota          | 66     | Irregularitats aleró  | 18              |       |

## Altres
- Pole: Kimi Räikkönen 1: 14. 070

- Volta ràpida: Michael Schumacher 1: 16. 357 a la volta 17.